# Beverly Jo Scott
Beverly Jo "B.J." Scott, född 15 maj 1959 i Deer Park i Alabama, är en amerikansk singer-songwriter, bosatt i Bryssel, Belgien. 

## Biografi
Scott växte upp i Bay Minette i Alabama.
Hon debuterade 1988 med singeln Backstreet Girl, som inte uppnådde någon större kommersiell framgång. Hennes genombrott kom 1990 med en nyinspelning av Léo Ferrés C’est extra. Året därpå utkom debutalbumet Honey and Hurricanes på skivbolaget Columbia. Det andra studioalbumet, Mudcakes, släpptes 1993. Den 2–3 juni 1995 spelade hon in livealbumet The Wailing Trial i Bryssel, utgivet av Sony Music. År 1997 följde retrospektivalbumet Coming Home, riktat mot den nordamerikanska publiken.
Hon har från år 2011 varit sångcoach för TV-programmet The Voice Belgique (den belgiska versionen av The Voice), där hon bland annat har coachat vinnare som Jérémie Makiese, som senare representerade Belgien i Eurovision Song Contest 2022. Hon har själv också varit delaktig i Eurovision, som låtskrivare till bidraget "Rhythm Inside" som Loïc Nottet framförde i 2015 års upplaga i Wien.